# La Réunion
La Réunion (okzitanisch gleichlautend) ist eine französische Gemeinde mit 515 Einwohnern (Stand: 1. Januar 2022) im Département Lot-et-Garonne in der Region Nouvelle-Aquitaine. Sie gehört zum Arrondissement Nérac und zum 1996 gegründeten Kommunalverband Coteaux et Landes de Gascogne. Die Bewohner nennen sich Réunionnais.

## Geografie
Die Gemeinde La Réunion liegt in der Guyenne, 43 Kilometer westnordwestlich der Stadt Agen. 
Nachbargemeinden von La Réunion sind Casteljaloux im Norden und Westen, Leyritz-Moncassin im Nordosten, Anzex im Osten, Fargues-sur-Ourbise im Süden und Südosten sowie Pompogne im Südwesten.

## Bevölkerungsentwicklung
| Jahr                       | 1962 | 1968 | 1975 | 1982 | 1990 | 1999 | 2006 | 2011 | 2018 |
| Einwohner                  | 310  | 279  | 258  | 274  | 403  | 443  | 433  | 463  | 492  |
| Quellen: Cassini und INSEE |      |      |      |      |      |      |      |      |      |

## Sehenswürdigkeiten
- Kirche Saint-Eutrope in Couthures, Monument historique
- Schloss Sendat, Monument historique. Das Schloss gehörte den Montlezun, den Montesquiou und von 1678 bis 1870 den Morin du Sendat.

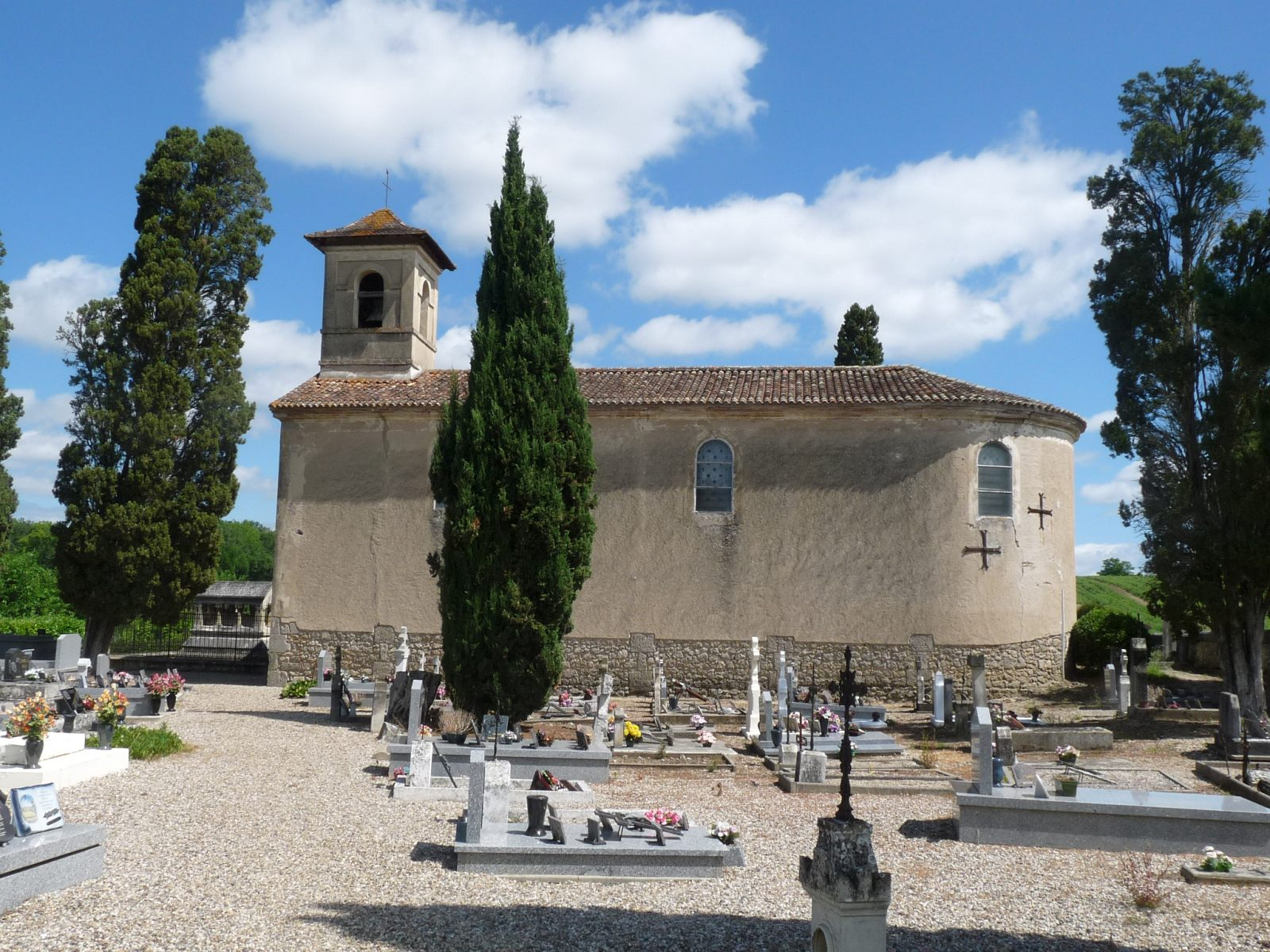
Kirche Saint-Eutrope
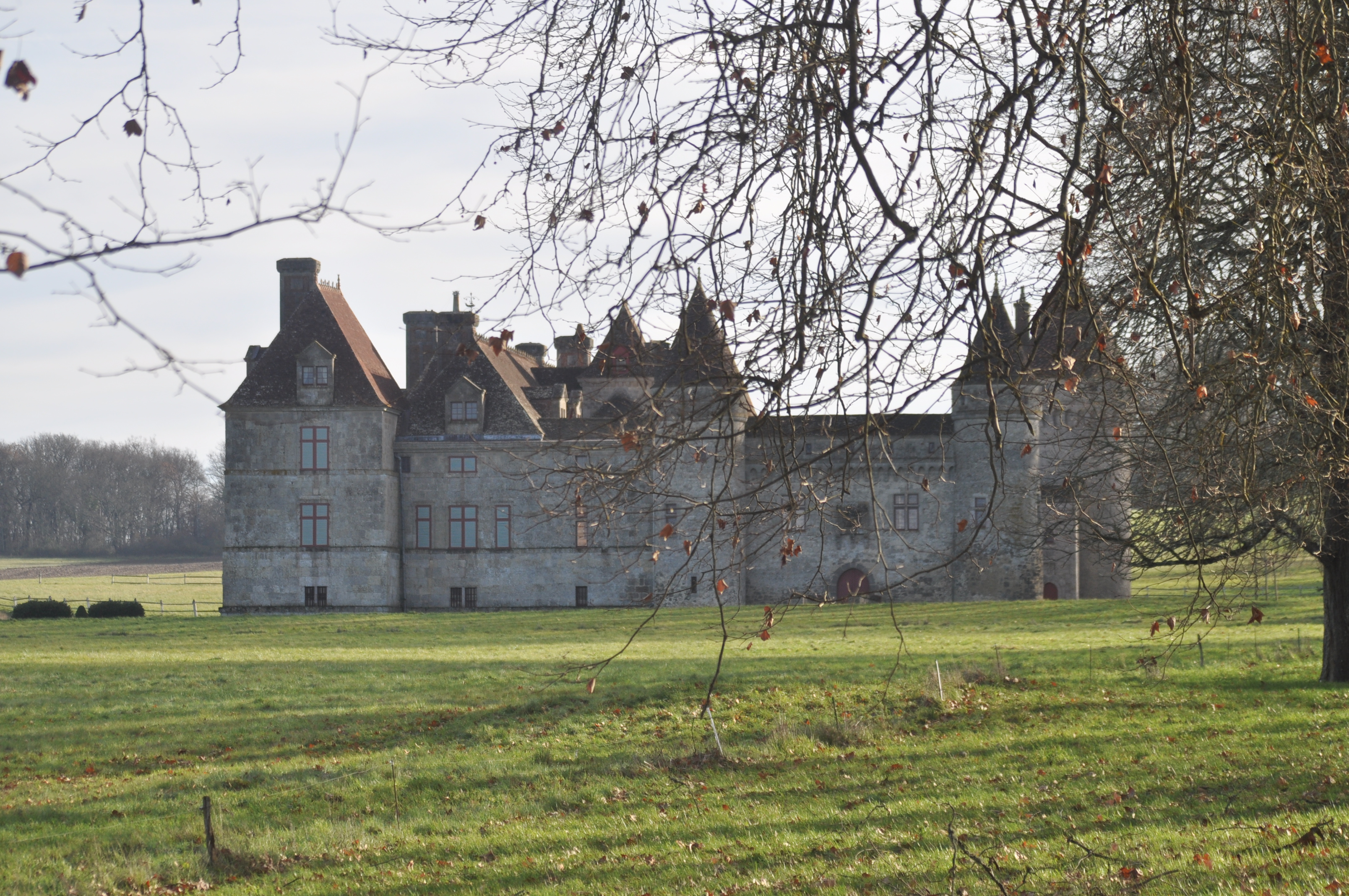
Schloss Sendat

## Belege
1. ↑  La Réunion auf cassini.ehess.fr
2. ↑  La Réunion auf insee.fr